# 스티비 원더
스티블랜드 하더웨이 모리스(영어: Stevland Hardaway Morris, 1950년 5월 13일 ~ )는 스티비 원더(Stevie Wonder)라는 예명으로 활동하고 있는 미국의 싱어송라이터이자 프로듀서, 사회운동가이다. 루치아노 파바로티는 스티비 원더의 콘서트에서 그를 "훌륭한, 아주 훌륭한 음악 천재"(great, great musical genius)라 평하기도 했다.
유아기 때 인큐베이터의 산소 과다 공급으로 망막이 손상되어 실명한 스티비 원더는, 청소년기에 모타운 레코드와 계약한 후 지금까지 계속 같은 음반사에서 활동하고 있다. 첫 음반명은 '리틀 스티비 원더(Little Stevie Wonder)'이며, 발표 연도는 1963년으로 그의 나이 12세 때였다. 이후 그는 9개의 빌보드 차트 1위 곡들을 발표하는 등, 지금까지 총 1억 장이 넘는 음반 판매고를 올렸다.
2008년 빌보드지는 빌보드 싱글차트(Billboard Hot 100) 50주년을 기념하여 50년간 성공적인 차트 기록을 올린 음악가들의 기록을 분석해 순위를 발표했고, 스티비 원더는 5위에 올랐다.
스티비 원더는 피아노, 하모니카, 오르간, 베이스 기타, 콩가, 드럼 등 여러 가지 악기를 능숙하게 연주하는 것으로도 유명하다.

## 생애
스티비 원더는 1950년 미시간주 새기노에서 칼빈 주드킨스와 룰라 매 하더웨이의 여섯 아이 중 셋째로 태어났다. 조산아였기 때문에, 인큐베이터에서 지내야 했다. 하지만 인큐베이터 관리자의 실수로 산소가 너무 많이 공급되어 눈의 망막이 파손되었다.
스티비 원더가 4살 때 그의 어머니는 아버지를 떠나 아이들과 함께 디트로이트로 이사갔다. 거기서 이름을 룰라 하더웨이로 바꾸었고 아들의 성은 모리스로 바꾸었다. 그때 이후 모리스는 스티비 원더의 법적 이름으로 남아있는 상태이다. 스티비 원더는 이른 나이에 피아노, 하모니카, 드럼, 베이스 기타 연주를 시작했으며 어린 시절 동안 성가대에서 활발한 활동을 했다.

## 데뷔

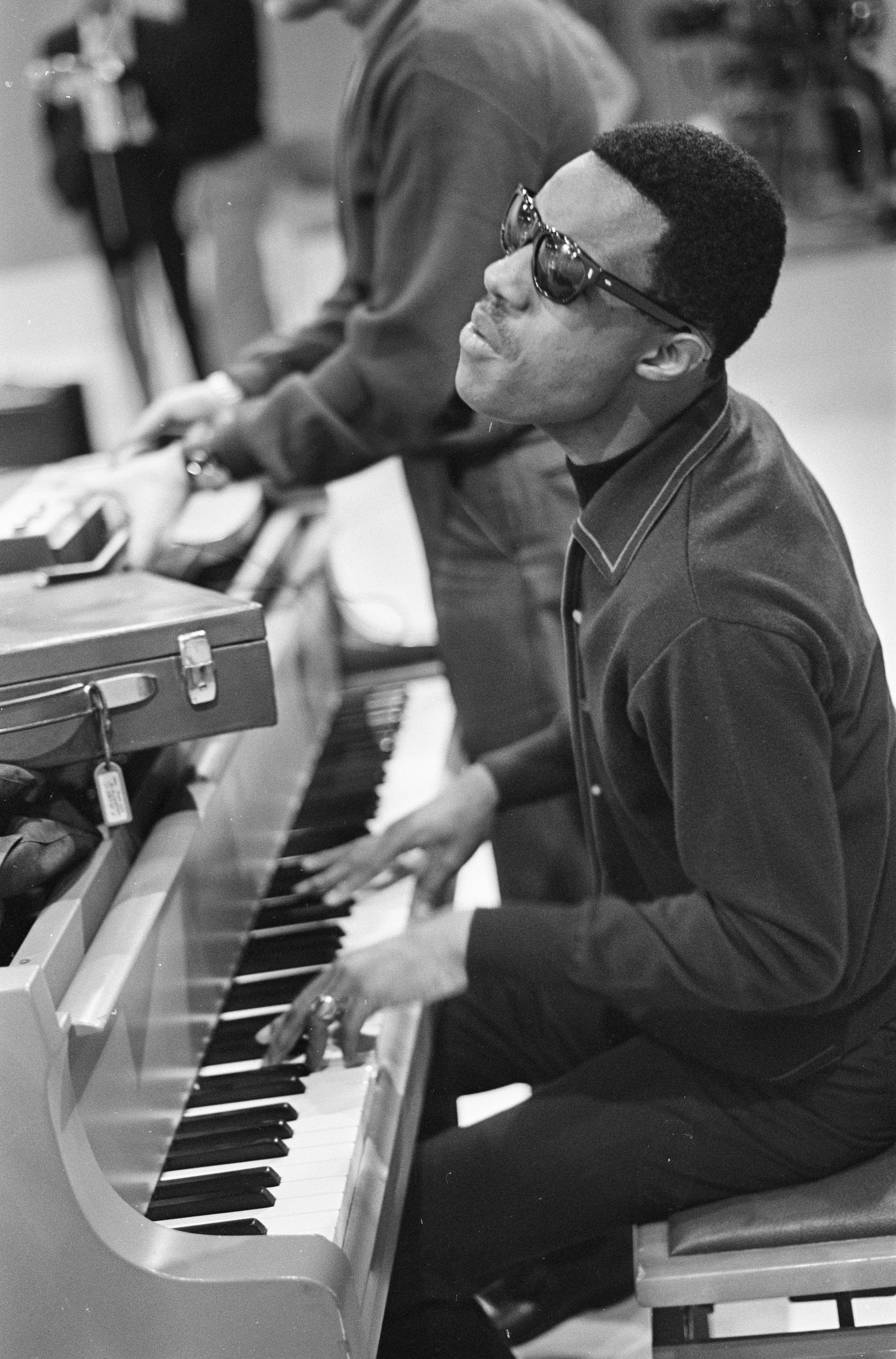
무대 리허설 중인 스티비 원더, 1967년

1961년, 11살에 리틀 스티비 원더라는 이름으로 데뷔하였으며 1963년 노래 〈Fingertips〉로 빌보드 싱글 차트 1위를 차지하였다.

## 수상
스티비 원더는 30개 이상의 톱 10 히트곡을 냈으며, 총 25번 그래미 상을 수상했다. 또한 그는 아카데미상을 수상하기도 했으며, 로큰롤 명예의 전당(1989) 및 작곡가 명예의 전당(1983)에 올라있다. 원더는 1999년 폴라음악상을, 2009년 2월 25일 미국 의회 도서관 거쉰 공로상, 같은 해 6월 30일 몬트리올 국제 재즈 페스티벌에서 재즈에 대한 공로로 마일스 데이비스상을 수상했다.

### 기타
- 2009년 UN의 평화대사로 임명되었다.[9]

## 대표곡

### 〈My Cherie Amour〉
〈마이 셰리 어무어〉 (My Cherie Amour 마이 쉐리 아모어[*])는 스티비 원더의 1969년작 소울 클래식 싱글이다. 이 곡은 원래는 1966년에 녹음되었다. 하지만 1966년에 발매는 되지 않았고 1969년에 발매를 위해 리믹스(remix)되어 발매되었다. 곡은 헨리 코스비, 실비아 모이(Silvia Moy)가 공동으로 작곡하였다. 가사의 내용은 스테비 원더가 미시간주 랜싱에 있는 미시간 맹인 학교(Michigan School for the Blind)에 다닐 적에 사랑에 빠졌던 한 여인에 대한 것이다. 스티비 원더의 자전적인 경험을 소재로 하고 있다. 처음에는 〈오 마이 마르시아〉(Oh My Marcia)라는 제목이 붙어 있었으나, 실비아 모이가 마르시아를 셰리 아모어로 바꾸어 버렸다. 이 곡은 1969년 빌보드 팝 뮤직 및 R&B 싱글 차트 4위를 기록했다. 이 곡은 뉴 올리언스 리듬 & 블루스 탑 10 히트 곡 중 6위로 선정되었다.
이 곡은 엘비스 프레슬리의 손녀 라일리 키오우가 출연한 미스 디오르 쉐리(Miss Dior Cherie) 광고에 쓰였다
같은 모타운 레코드 소속 그룹이었던 고릴로가 이 곡을 부르기도 하였다. 또, 뉴질랜드 출신 가수 팀 암스트롱이 2006년에 이 곡을 부르기도 하였다.

### 〈Superstition〉
〈수퍼스티션〉(Superstition)은 스티비 원더가 1972년에 작사, 작곡, 편곡을 하고 노래까지 한 곡이다. 그는 당시 22세였다. 《Talking Book》 앨범에 수록되었고, 여러 국가에서 싱글로도 발매되었는데, 1973년 2월, 미국 차트 1위, 영국 차트 11위를 기록하였다.
사실, 스티비 원더는 이 곡을 제프 벡을 위해 작곡하였다. 하지만, 당시 스티비 원더의 매니저가 그가 녹음하는 것이 맞다고 주장하여, 그가 먼저 이 곡을 녹음하였다. 스티비 원더는 제프 벡에게 이 곡 대신 〈Cause We've Ended As Lovers〉라는 곡을 줬다.

### 〈Lately〉
〈레이틀리〉(Lately)는 스티비 원더가 1980년에 발표한 곡이다. 《Hotter than July》에 수록되었고, 영국 차트 3위, 빌보드 팝 싱글 차트 64위를 기록하였다. 남성4인조 R&B그룹 조데시가 1993년에 리메이크하여 차트 1위를 기록하였고, 혼성 7인조그룹 에스클럽 세븐이 부르기도 하였다.
한국에서는 DJ DOC의 3집 앨범 《미녀와 야수》9번 트랙에 〈Good Bye〉라는 노래로 번한하여 수록되었다.

### 〈Ribbon in the Sky〉
〈리본 인 더 스카이〉(Ribbon in the Sky)은 스티비 원더가 1982년에 발표한 소울 싱글이다. 이 발라드 곡은 그레이티스트-히트 편성 음반인 《오리지널 뮤지쿠어리움》의 첫 곡이기도 하다. 발매 당시에 팝 차트 54위, R&B 차트 10위를 차지했었다. 그룹 인트로가 부르기도 하였다. 보이즈 투 멘도 그들의 마지막 앨범에 이 곡의 아카펠라 버전을 수록하기도 하였다.
한국에서는 그룹 브라운 아이드 소울의 나얼이 2005년 발매한 독집앨범 《Back To The Soul Flight》의 14번 트랙에 자신만의 색깔로 수록하였다.

### 〈I Just Called To Say I Love You〉
〈아이 저스트 콜드 투 세이 아이 러브 유〉(I Just Called To Say I Love You)는 스티비 원더가 1984년에 발표한 소울 싱글이며, 한국에서도 굉장히 인기 있던 곡이었다. 코미디 영화 《우먼 인 레드》에 수록되었고, 영국 차트와 R&B 차트 1위를 차지했었다. 또 골든 글로브상과 아카데미상 둘 다 차지하기도 했다.
한국에서는 김건모가 1995년 발매한 라이브 앨범 《Kim Gun Mo In My Pops and Live》에 레게풍의 요소를 가미한 노래로 새롭게 수록하였다.

### 〈Isn't She Lovely〉
〈이즌트 쉬 러블리〉(Isn't She Lovely)는 스티비 원더가 1976년에 발표한 곡으로, 앨범 《Songs in the Key of Life》에 들어있는 곡이다. 이 곡은 사랑하는 딸 아이샤 모리스를 위해 만들었다. 한편 곡의 시작부에 등장하는 아기 울음소리는 아이샤 모리스의 것이 아니라, 스티비 원더가 녹음에 넣기 위해 의사에게 부탁해 구한 것이다.

### 〈Sir Duke〉
〈써 듀크〉(Sir Duke)는 스티비 원더가 작곡하고 연구한 1976년 앨범 《Songs in the Key of Life》에 수록된 곡이다. 1977년에 싱글로 발표되었을 당시 빌보드 핫 100 차트와 블랙 싱글 차트에서 1위를 기록했고 영국 싱글 차트 2위를 기록하는 등 그 당시 그의 생애 최대 히트곡이 되었다.
스티비 원더는 그에게 큰 영향을 준 재즈 피아니스트 듀크 엘링턴에게 헌정하기 위해 이 곡을 썼다. Count Basie, Glenn Miller, 루이 암스트롱, 엘라 피츠제럴드 등의 뮤지션이 역시 가사에 언급된다. 당시 스티비 원더는 그가 존경해 온 뮤지션들 중 두 사람 Dinah Washington, Wes Montgomery와 공동작업을 하기 위해 접촉했으나 시작하기도 전에 그들이 사망하는 경험을 한다. 1974년에 듀크 엘링턴마저 세상을 떠나자 스티비 원더는 그가 특별히 생각하는 뮤지션들을 기리는 곡을 쓰고자 한다. 그는 "I knew the title from the beginning but wanted it to be about the musicians who did something for us. So soon they are forgotten. I wanted to show my appreciation. (나는 처음부터 이 곡이 우리에게 큰 영향을 남긴 뮤지션들에 관한 것이 되기를 원했다. 너무 빨리 그들은 잊혀져 간다. 나의 감사하는 마음을 전하고 싶었다.)" 라고 말했다. 이어서 발표된 헌정곡들은 밥 말리를 기리기 위한 〈Master Blaster〉와 마틴 루터 킹을 기리기 위해 그의 생일에 발표된 〈Happy Birthday〉가 있다.
스티비 원더 외에 이 곡을 연주한 뮤지션들은 다음과 같다: Raymond Pounds (drums), Nathan Watts (bass), Mike Sembello (lead guitar), Ben Bridges (rhythm guitar), Hank Redd (alto saxophone), Trevor Laurence (tenor saxophone), Raymond Maldonado (trumpet), and Steve Madaio (trumpet).
스티비 원더는 1995년 라이브 앨범 《Natural Wonder》에서 이 곡을 다시 녹음했다.

### 〈Part Time Lover〉
〈파트 타임 러버〉(Part Time Lover)는 KBS 2TV에서 매주 일요일 밤에 방영한 개그콘서트의 엔딩 시그널로 사용했었다.

## 눈 수술에 관한 루머
현재 스티비 원더의 눈 수술과 관련하여 아이들 얼굴을 보고 싶어 개안수술을 받았다가 실패했다는 루머가 있으나 그것은 사실이 아니다. MBC의 서프라이즈, EBS의 지식채널 E, KBS 스펀지 289회 등의 방송을 비롯해 파페포포 메모리즈 등의 책들은 모두 잘못된 사실을 근거로 이야기를 하고 있다. 1999년 당시 존스홉킨스 대학의 연구진이 시력 회복과 관련된 기술을 개발하여 스티비 원더가 테스트를 받아볼 예정이라는 기사가 나왔다. 존스홉킨스 의료진들은 시세포가 살아있는 사람의 각막에 마이크로칩을 이식하여 빛의 변화를 감지하고, 이를 뇌로 전달하는 기술을 개발하였다. 이는 실제로 시력을 회복시키는 것이 아니고 빛의 감지를 통해 사물의 형상을 대강 파악할 수 있게 해주는 것이었다. 이 소식을 들은 스티비 원더는 연구진들에게 연락을 취하였고 실제 테스트를 받아 보기로 하였다. 테스트 결과 스티비 원더의 시세포는 완전히 파괴되어 이 시술에 적합하지 않다고 결론이 났고, 그 뒤로 스티비 원더는 다시 의료진들을 접촉하지는 않았다. 스티비 원더는 2005년 새앨범 발매차 방문한 영국 런던의 프레스 컨퍼런스에서 눈 수술에 관한 질문에 대해 '수술에 대한 이야기를 듣고 의사들을 접촉한 것은 사실이지만 자신에게 맞지 않아서 수술을 하지 않았다'고 밝혔다.